# João de Almeida Portugal, 4.º Conde de Assumar

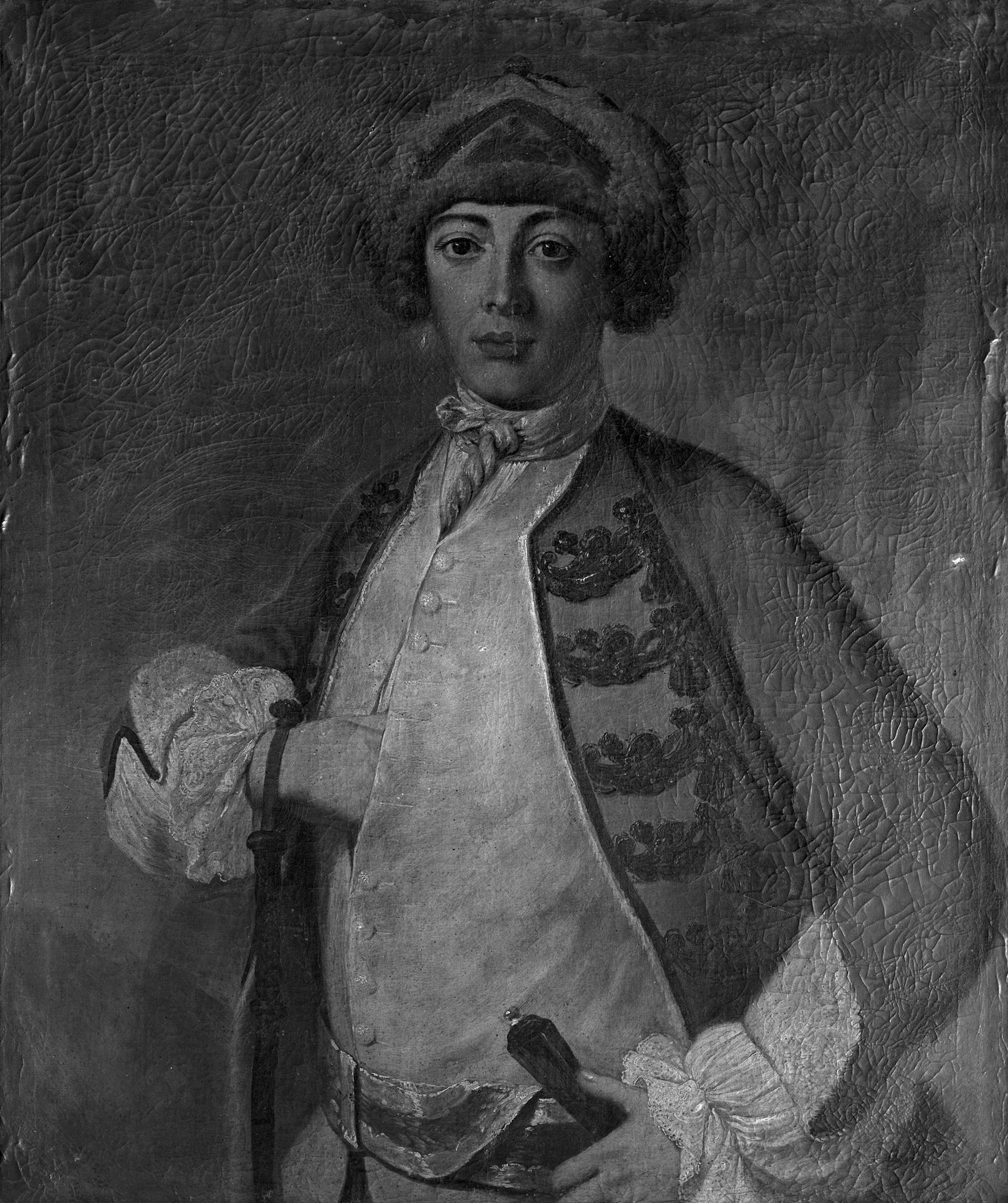
Retrato de João de Almeida Portugal, 2.º marquês de Alorna

João de Almeida Portugal (Arroios (Lisboa), 17 de novembro de 1726, Almada 9 de junho de 1802), foi o 4.º conde de Assumar e 2.º Marquês de Alorna. 4° donatário de Assumar. Alcaide-mor de Santarém, Golegã e Almeirim; vedor da Casa Real; 3° administrador do morgadio de Vale de Nabais; comendador na Ordem de Cristo de todas as comendas do pai. Oficial-mor da Casa Real (vedor honorário da Fazenda); comendador da comenda de Moreira na Ordem de Cristo. «Desejando o pai dar-lhe educação esmerada, obteve de D. João V de Portugal licença para o mandar estudar em Paris.»
Acadêmico, ou segundo outro autor apenas sócio e censor, da Real Academia de História Portuguesa, era em 1750 capitão de cavalos de um regimento da Côrte Real.
Sabe-se pela Gazeta de Lisboa de 10 de março de 1750 que em sua casa se vendiam os livros da biblioteca de D. Francisco de Almeida Mascarenhas, recentemente morto, «por preços muitos acomodados», às segundas, quartas e sábados a quem ali fosse com aquele fim.

## Condenação à Junqueira como cúmplice no regicídio
Sucedeu na casa e no título ao pai em 1756, por sua morte.
Estava nomeado embaixador junto a Luís XV de França quando o atentado de 3 de setembro de 1758 o encarcerou na Torre de Belém. A Marquesa foi levada para o convento de Chelas com as duas filhas menores e o filho, abandonado, com quatro anos, entregue à compaixão dos familiares de sua casa.
D. João depois foi levado ao forte da Junqueira onde ficou preso 18 anos. Pombal, ou o próprio rei D. José I de Portugal, ordenara a prisão pelo fato do Marquês se tornar suspeito, dados seus laços estreitos de parentesco com os Távora. Apesar do seu carácter severo, Pombal sempre teve consideração com aqueles fidalgos, porque nenhum Alorna figurou na triste e horrorosa tragédia de Belém.
Dos incómodos e trabalhos que sofreu, com seus companheiros do infortúnio, escreveu uma breve relação, publicada em 1857.
Morto D. José, em 24 de fevereiro de 1777, D.Maria I subiu ao trono. A 10 de maio mesmo, «para compensar a nobreza pouco afecta a Pombal, fez várias promoções: os filhos primogénitos dos condes de Redondo, São Miguel, São Paio, Vila Flor, São Lourenço e Resende receberam o título condal. O filho do visconde de Vila Nova de Cerveira foi feito visconde de Ponte de Lima, enquanto os filhos dos marqueses de Lavradio e de Alorna ascenderam, respectivamente, a condes de Avintes e de Assumar.» (Joaquim Veríssimo Serrão, História de Portugal, volume VI, página 298).
Os prisioneiros do Estado foram postos em liberdade. Alguns, porém, e entre eles Alorna, não quiseram gozar da liberdade sem que a sua inocência fosse bem reconhecida e proclamada. A rainha acedeu e em portaria de 7 de março de 1777 determinou que os presos saíssem dos cárceres e fossem residir a 20 léguas da corte até alcançarem a reabilitação. O Marquês retirou-se para a sua quinta de Vale de Nabais, perto de Almeirim, com mulher e filhas, levando também o filho do Duque de Aveiro. Dois meses depois, seu filho D. Pedro de Almeida, Conde de Assumar, foi apresentar-lhe por Ordem da soberana, o decreto em que se declarava que, em vista do parecer conforme de junta para esse fim congregada, fora considerado inocente e sem prova alguma por onde pudesse dizer-se criminoso; por isso ficava restabelecido em todas as honras e liberdades, que por diante lhe competiam.
Animado com a reabilitação, veio viver em Lisboa, recebendo em seu palácio as pessoas da mais elevada aristocracia que todas as noites ali se juntavam, e onde brilhava o talento de sua filha, D. Leonor de Almeida Portugal, futura marquesa de Alorna, consagrada como poetisa no convento de Chelas.
Preocupava-se muito com o horroroso fim dos Marqueses de Távora e seus cúmplices, e empregou seus cuidados e solicitude para obter a revisão da sentença que os condenara em julgamento especial, criado por Pombal. Só no fim de dois anos de lutas conseguiu um decreto, com a data de 10 de outubro de 1780, nomeando comissão para se encarregar da empresa. Não descansava, nem o procurador que em Lisboa trabalhava por sua ordem. O procurador, porém, irritado com os contínuos transtornos, teve a imprudência de redigir um memorial muito inconveniente e com propostas arrojadas. Este excesso de zelo pela causa por que trabalhava indignou os juízes, e a rainha manifestou seu despeito.
O velho fidalgo, então em Almeirim, teve de ir a Lisboa declarar que não autorizara nem tivera conhecimento do memorial. Os trabalhos da junta ficaram paralisados, continuando depois morosamente, até que a rainha deu ordem positiva para que os juízes se reunissem em sessão, na noite de 3 de abril de 1781 com a obrigação de lavrarem a sentença. A sessão durou até alta madrugada, e no fim de debates ficou decidido que os únicos culpados daquele atentado haviam sido o Duque de Aveiro e três dos seus criados, declarando os Távoras inocentes, a quem por isso levantaram a nota de infâmia que lhes fora imposta, reabilitando sua memória.
Se o processo feito debaixo da pressão do Marquês de Pombal fora irregular, o da revisão do processo não o era menos, e apresentando o Procurador-Geral da coroa certos embaraços à nova sentença, esta ficou sem efeito. O Marquês ainda não desistira do seu intento; suas diligências e pedidos eram incessantes; como nada conseguia, chegou a tratar com arrogância e desabridamente o ministro Marquês de Ponte de Lima, na própria secretaria do Estado. A Rainha se ofendeu, o Marquês retirou-se à sua quinta em Almeirim, onde faleceu; a marquesa já havia falecido.

## Obras
Autor de «As prisões da Junqueira, durante o ministerio do Marquês de Pombal, escriptas alli mesmo pelo Marquês de Alorna, uma das suas victimas». Publicada conforme o original por José de Sousa Amado, presbytero secular, Lisboa, 1857. Esteve inédita durante 70 anos, e apareceram cópias com o título de: «Relação dos presos do forte da Junqueira», etc. Documento curioso pelas particularidades que encerra, acerca das pessoas e sofrimentos dos presos do Estado, que jazeram no referido forte, donde só foram postos em liberdade, em 1777, morto el-rei D. José.

## Dados genealógicos
Teve o mesmo nome (seu homónimo) de seu avô.
Era filho de:
- Pedro Miguel de Almeida Portugal e Vasconcelos, 3.º conde de Assumar.  1.º Marquês de Castelo Novo e 1.° Marquês de Alorna, vice-Rei da Índia e governador e capitão-mor da Capitania de São Paulo e Minas do Ouro em Mariana Minas Gerais, no Brasil.

E de;
- D. Maria de Lencastre, filha dos 4.ºs condes de Vila Nova de Portimão.

Em São Sebastião da Pedreira em 2 de dezembro de 1747 casou-se com Leonor de Lorena e Távora (morta em 30 de outubro de 1790), quarta filha e herdeira de D. Francisco de Assis de Távora, 3º Marquês de Távora por casamento, 3° Conde e herdeiro da Casa de Alvor e 6º Conde de São João da Pesqueira. Donatário de Vila Moura, governador de Chaves, Diretor-General da cavalaria do Reino, 45º Vice-Rei na Índia, comendador na Ordem de Cristo de Machico, na ilha de Porto Santo, Santa Maria de Mesquitela, Santa Maria de Freixedo e de duas igrejas. Era filho de Bernardo de Távora, 2° Conde de Alvor e D. Joana de Lorena, filha do duque de Cadaval e por seu casamento com D. Leonor Tomásia de Távora, senhora e herdeira dessa casa, 6ª condessa de São João, 3ª Marquesa de Távora e 20ª donatária de Távora, Mogadouro, Paredes, Penela, Cedaveira, Ordeia, Camudais, Paradela, Valença, Castanheiro, como filha de Luís Bernardo de Távora, 4° Conde de São João e D. Ana de Lorena, filha de Nuno, duque de Cadaval, e D. Margarida de Lorena.
Em 2 de dezembro de 1747 casou com D. Leonor de Lorena e Távora, filha do 3.º marquês de Távora, D. Francisco de Assis e Távora, herdeiro da casa de Alvor e 6.º conde de São João, casado com D. Leonor Tomásia de Távora, senhora e herdeira desta casa, e 6.ª condessa de São João.
Filhos deste casamento:
1. - primogênita D. Leonor de Almeida Portugal (de Lorena e Lencastre), conhecida poeta como "Alcipe", nascida em Lisboa em 31 de outubro de 1750 e morta em 11 de outubro de 1839 em Benfica, na casa do neto.
2. - D. Maria Rita de Almeida (8 de dezembro de 1751-19 de novembro de 1786). Conhecida poeta como "Daphne", 6ª condessa da Ribeira Grande. Casou em Lisboa, na Encarnação, em 21 de novembro de 1778 com o viúvo D. Luís António José Maria da Câmara (morto em 1802), 6° Conde da Ribeira Grande, 13° donatário da ilha de São Miguel, da cidade de Ponta Delgada, etc.
3. - D. Pedro José de Almeida Portugal (Lisboa, Santa Catarina, 16 de janeiro de 1754 - 2 de janeiro de 1813 em Kœnigsberg), 3° Marquês de Alorna e 5° Conde de Assumar em 1754. Sucedeu na casa e títulos a seu pai em 1802.